# Clooney 51
Clooney 51 (né le 3 mars 2006) est un cheval hongre de robe grise, appartenant au stud-book du Westphalien, monté en saut d'obstacles par le cavalier suisse Martin Fuchs avec qui il décroche la médaille d'argent aux Jeux équestres mondiaux de 2018, puis la médaille d'or des championnats d'Europe de 2019.

## Histoire

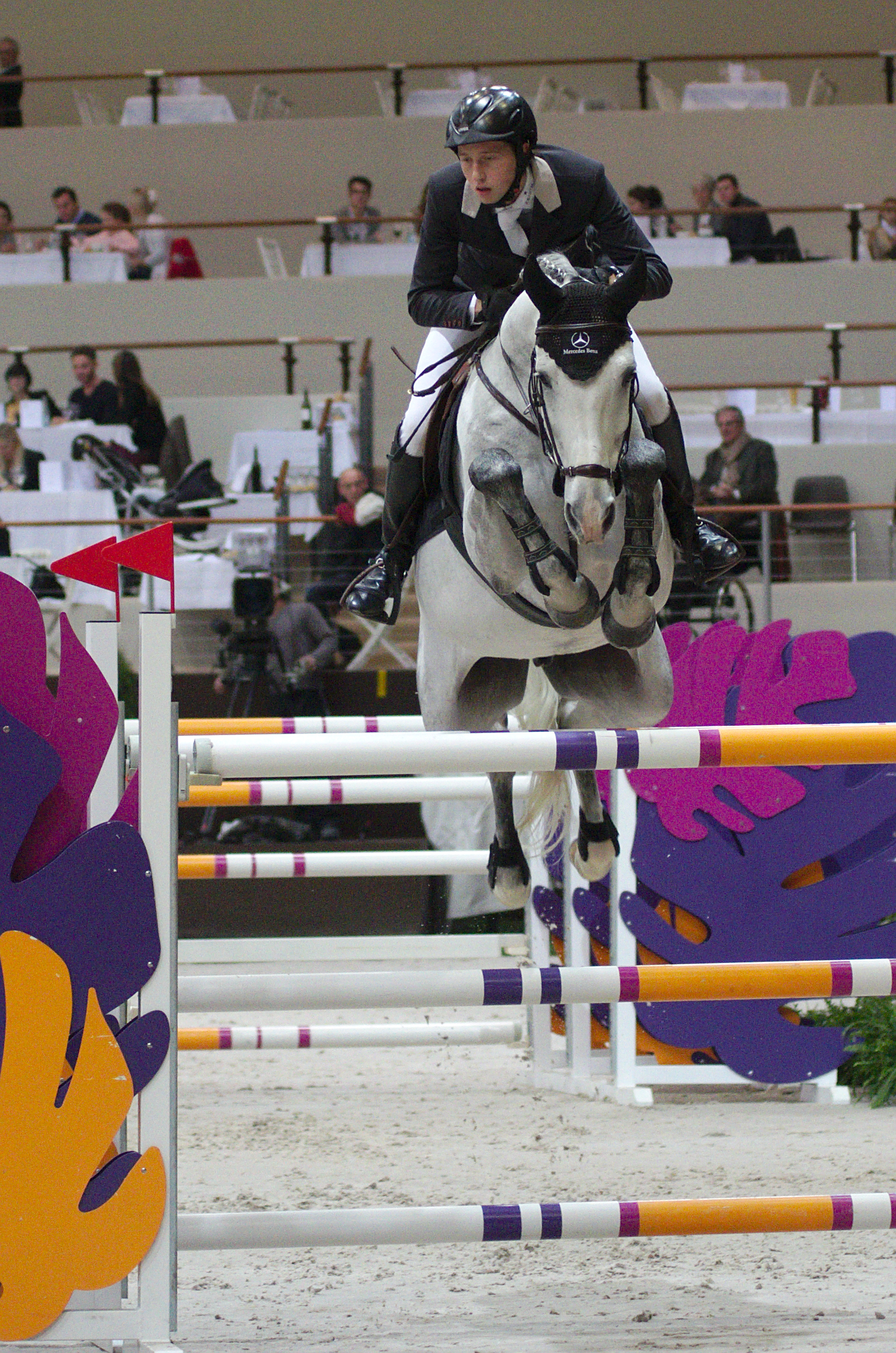
Clooney 51 monté par Martin Fuchs au 54e CHI de Genève en décembre 2014.

Clooney naît le 3 mars 2006 à l'élevage de Bernd Richter. Jana Wargers initie sa carrière internationale.
Il arrive dans les écuries des Fuchs à l'âge de 7 ans.
Le 5 avril 2018, il est opéré en urgence pour une crise de coliques à la clinique vétérinaire de Zurich. L'opération se déroule bien, avec une bonne récupération les jours suivants. Le hongre reprend le travail sportif fin mai.
Le couple est sélectionné pour les Jeux olympiques d'été de 2016 à Rio, où il termine à la 9e place en individuel.
Il décroche la médaille d'or des championnats d'Europe 2019 à Rotterdam, en particulier grâce à une faute de Ben Maher et Explosion W durant leur dernier parcours.
Peu après son retour des Jeux olympiques de Tokyo, il fait une grave chute dans son pré et se blesse sérieusement à l'épaule

## Description
Clooney 51 est un hongre de robe grise, inscrit au stud-book du Westphalien.

## Palmarès
- 2016 : 9e en individuel aux Jeux olympiques d'été de 2016 à Rio[1]
- 2018 : médaille d'argent en individuel aux Jeux équestres mondiaux de 2018 à Tryon[1]
- 10 février 2019 : vainqueur du Grand prix du CSI5* de Wellington[10]
- 25 août 2019 : médaille d'or individuelle aux championnats d'Europe à Rotterdam[8]

## Origines
C'est un fils de l'étalon Cornet Obolensky et de la jument Fraulein Vom Moor, par Ferragamo.